# Babīte
El municipi de Babīte (en letó: Babites novads) és un dels 110 municipis de la República de Letònia, que es troba localitzat al centre del país bàltic, i que té com a capital la localitat de Pinki. El municipi va ser creat l'any 2009 després de la reorganització territorial.

## Ciutats i zones rurals
- Babites pagasts (zona rural)
- Salas pagasts (zona rural)

## Població i territori
La seva població està composta per un total de 8865 persones (2009). La superfície del municipi té uns 241,7 kilòmetres quadrats, i la densitat poblacional és de 36,68 habitants per kilòmetre quadrat.